# سیارک ۱۱۷۰۷
سیارک ۱۱۷۰۷ (به انگلیسی: 11707 Grigery، نامگذاری:1998HW17) یازده هزار و هفتصد و هفتمین سیارک کشف شده‌است که در ۱۸ آوریل ۱۹۹۸ کشف شد.
قدر مطلق سیارک برابر ۱۷٫۰ است.